# مارييس آيبيرس
مارييس آيبيرس (بالألمانية: Marius Ebbers)‏ (4 يناير 1978 بإسن في ألمانيا - ) هو لاعب كرة قدم ألماني في مركز الهجوم. لعب مع ألمانيا آخن وفاتنشايد 09 وفيكتوريا هامبورغ ونادي دويسبورغ ونادي سانت باولي ونادي كولن وفورت لودردايل سترايكرز وVfL 93 Hamburg ‏ وFort Lauderdale Strikers (2006–2016) ‏.

## وصلات خارجية
- مارييس آيبيرس على موقع قاعدة بيانات كرة القدم.إي يو (الإنجليزية)
- مارييس آيبيرس على موقع بيانات كرة القدم. دي إي (الألمانية)
- مارييس آيبيرس على موقع عالم كرة القدم.نت (الإنجليزية)